# Carlo Rosa (pittore)
Carlo Rosa (Giovinazzo, 7 luglio 1613 – Bitonto, 12 settembre 1678) è stato un pittore italiano.

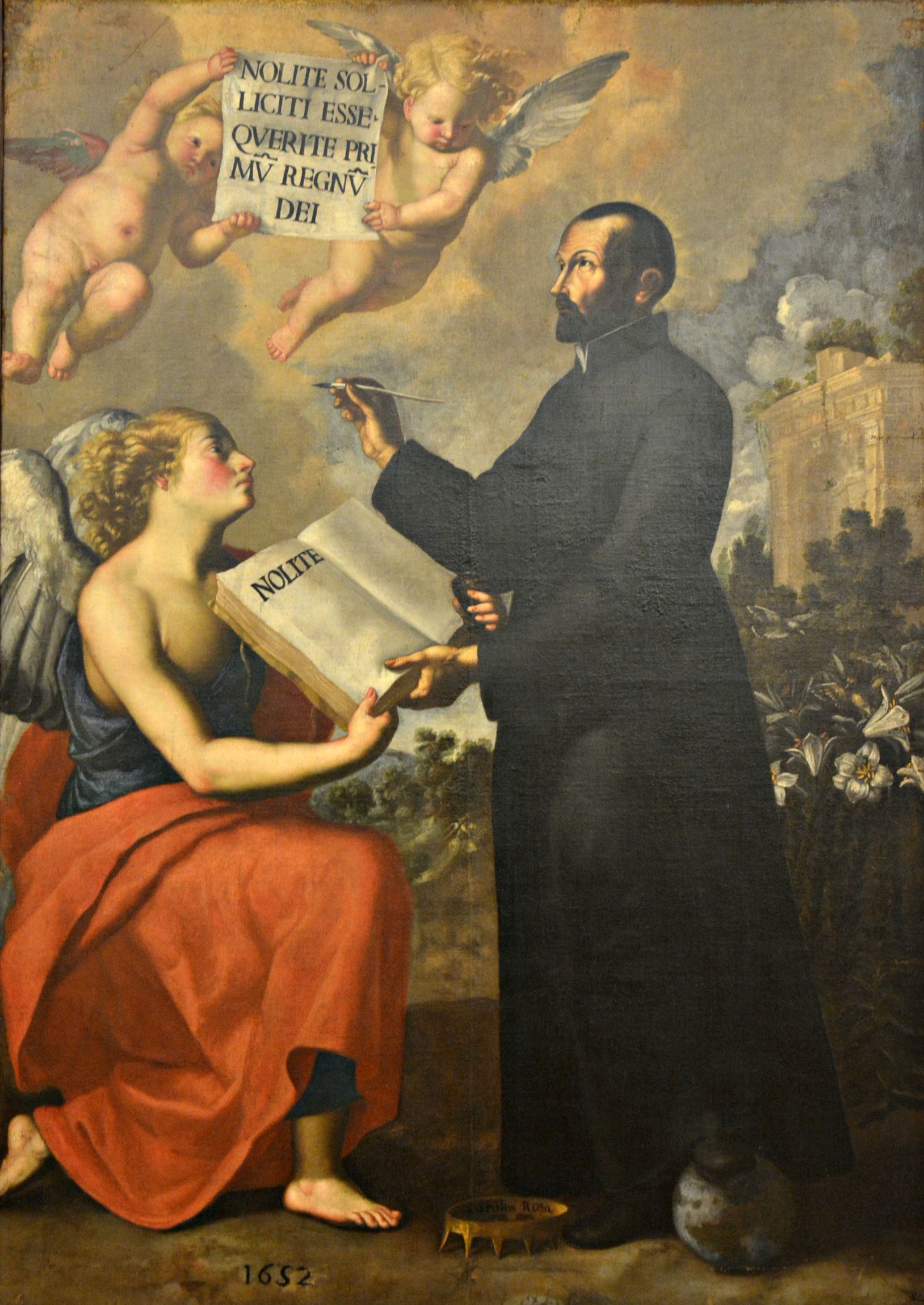
L'ispirazione della regola a San Gaetano da Thiene. Matera, Basilica Cattedrale.

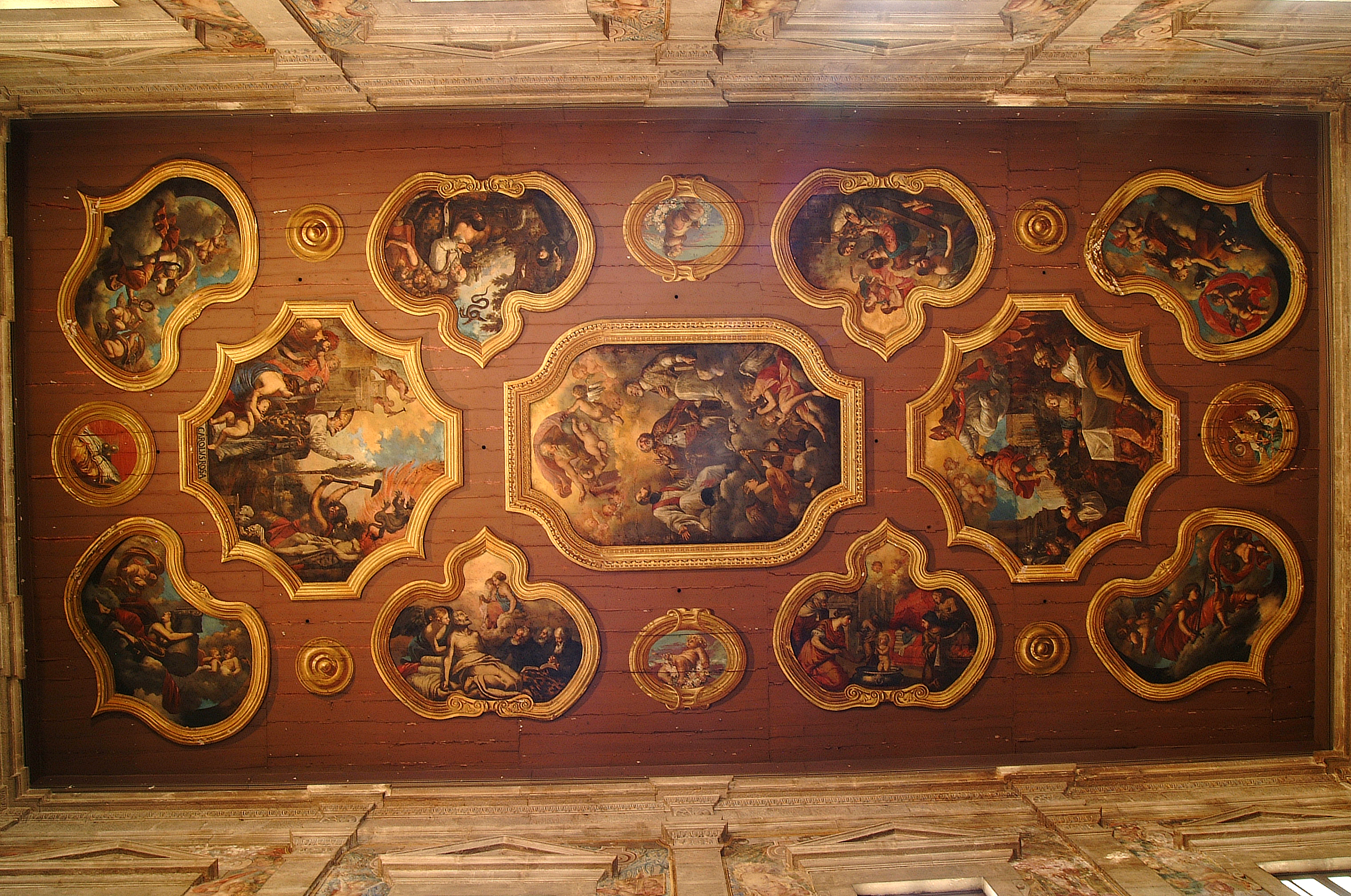

Operò essenzialmente in Puglia: Bitonto, Andria, Bari, Conversano, Giovinazzo, Gravina, Lecce, Modugno, Monopoli, ma pure a Matera, Napoli e Roma.

## Biografia
Alfonso Rosa, nonno del pittore, si trasferisce dalla città L'Aquila a Bitonto intorno al 1580 dove sposa Livia di Silvio Tirone: ha parecchi figli tra cui Massenzio, che sposa a Giovinazzo la nobile Giustina De Angelis, che genera cinque figli tra cui Carlo. Carlo Rosa, figlio secondogenito di mastro Massenzio Rosa, pittore, e di Giustina de Angelis, viene battezzato il 7 luglio 1613 nella chiesa parrocchiale di San Felice di Giovinazzo. Secondo il I Libro delle Cresime della cattedrale di Giovinazzo, Carlo Rosa riceve, insieme al fratello maggiore Onofrio, il 16 maggio 1617, la cresima dal vescovo di Giovinazzo monsignor Giulio Masi, padrino fu don Ottavio Framarino. Il 17 giugno 1643 sposa a Bitonto, dove si trasferisce, Caterina Falco originaria di Campi in terra d'Otranto ed ebbe tre figli: Fabrizio, Gaetano e Agnese.
Il 30 ottobre 1644, il chierico Massenzio Rosa, padre di Carlo, muore nella sua casa e viene sepolto nella cattedrale di Giovinazzo.
Carlo Rosa, infine, muore in Bitonto, dove risiedeva, il 12 settembre 1678. Viene sepolto nella chiesa del Crocifisso da lui stesso progettata.

## Carriera
Si forma alla scuola napoletana di Massimo Stanzione dal 1636 al 1641. Apre una bottega propria a Bitonto, la "scuola bitontina" e forma diversi artisti come Nicola Gliri, Nicola Algeri, Vitantonio De Filippis, Domenico Scura, Antonio Zanchi, Gaspar Hovich, Nicola Sforza, Francesco Naturale e Giovanni Calducci.
Tra i suoi lavori più importanti si ricordano la chiesa del Crocifisso di Bitonto, insieme alle tele e alle ricche decorazioni interne. Sempre nella sua Bitonto è venerata, nella chiesa di San Francesco di Paola, una tela (XVII secolo) raffigurante "le nozze mistiche di Santa Caterina d'Alessandria": al centro del dipinto campeggia la Vergine Maria con il Bambino sulle ginocchia, che infila un anello nuziale all'anulare della Santa Martire, testimone Sant'Anna, madre di Maria; sullo sfondo i segni del martirio, caratteristici della raffigurazione cateriniana: la ruota dentata e la spada.
Sono attribuiti al pennello di Carlo Rosa anche la decorazione dei soffitti della basilica di San Nicola di Bari e quelle della cattedrale di Lecce. Si ricorda anche il dipinto La Battaglia di Clavijo, presente nella cattedrale di Monopoli. Molte sue tele sono presenti in molte chiese pugliesi. L'intera abside della cattedrale di Giovinazzo, la tela del San Michele Arcangelo della chiesa della Santissima Maria di Costantinopoli, la tela del martirio di San Lorenzo nella omonima chiesa, il San Francesco Saverio e il San Gaetano da Thiene della Chiesa di Santissima Maria del Carmine, sempre a Giovinazzo. Inoltre numerose tele di Carlo Rosa sono presenti nella chiesa del Purgatorio a Modugno, nella chiesa del Carmine e nella chiesa di  San Gaetano a Bitonto affrescò l'intera volta in legno. Ad Andria presso la chiesa di Santa Maria Vetere vi è una tela raffigurante San Francesco che riceve le Stimmate dal Bambino Gesù.
Per la Cattedrale di Matera, nel 1652, firma la tela dell'Ispirazione della regola a San Gaetano da Thiene. 
Nel 1656 invece, realizza la tela di San Michele Arcangelo, che si trova nell’omonima Cattedrale di Bitetto.
A Campi Salentina, sull'altare maggiore della Chiesa di Sant'Oronzo, si conserva un suo dipinto, ritenuto miracoloso, che rappresenta Sant'Oronzo che protegge le città di Campi e di Lecce.

## Opere
- Adorazione dei Magi, 1666, olio su tela, chiesa di Maria Santissima Annunziata, Modugno;
- L'ispirazione della regola a San Gaetano da Thiene, 1652, olio su tela, cattedrale della Madonna della Bruna e di Sant'Eustachio, Matera;
- Madonna con Bambino che appare a san Francesco d’Assisi e a santa Chiara, XVII secolo, olio su tela, chiesa di Santa Chiara, Acquaviva delle Fonti;
- San Carlo Borromeo prega per la cessazione della peste, XVII secolo, olio su tela, chiesa dei Santi Apostoli, Napoli;
- Sant'Oronzo e due angeli, 1660–1665 circa, olio su tela, chiesa di Santa Chiara, Acquaviva delle Fonti;
- Ultima cena, XVII secolo, olio su tela, cattedrale di Santa Maria Assunta, Lecce;
- Visione di san Gregorio Taumaturgo, XVII secolo, olio su tela, chiesa dei Santi Apostoli, Napoli.
- San Michele Arcangelo e Assunzione di Maria in cielo, olio su tela, Cattedrale di San Michele Arcangelo, Bitetto